# آرت بيكر
آرت بيكر (بالإنجليزية: Art Becker)‏ مواليد 12 يناير 1942 في آكرون، هو مدرب كرة سلة أمريكي ولاعب سابق. بدأ مسيرته الاحترافية في سنة 1967. تم اختياره من قبل فريق أتلانتا هوكس خلال الدرافت. يبلغ طوله 6 قدم 7 بوصة (2.0 م). اعتزل اللعب في 1973.

## المسيرة الاحترافية
لعب مع إنديانا بايسرز في سنة 1969، ثم لعب مع دنفر ناغتس في سنة 1970، ثم لعب مع بروكلين نتس في سنة 1972.

## روابط خارجية
- آرت بيكر على موقع سبورتس رفرنس (الإنجليزية)
- آرت بيكر على موقع كلية كرة السلة في سبورتس رفرنس.كوم (الإنجليزية)
- آرت بيكر على موقع ريلجم (الإنجليزية)
- آرت بيكر على موقع بروبوليرز (الإنجليزية)